# Katipunan
Katipunan (viết tắt KKK) là một tổ chức cách mạng được thành lập bởi Andrés Bonifacio, Teodoro Plata, Ladislao Diwa và những nhà yêu nước Philippines khác ở Manila vào năm 1892 với mục đích là đấu tranh chống Thực dân Tây Ban Nha bằng con đường bạo lực cách mạng, giành độc lập cho Philippines. Ban đầu, Katipunan là một tổ chức bí mật cho đến khi hoạt động công khai năm 1896, dẫn đến sự bùng nổ Cách mạng Philippines.
"Katipunan" tiếng Tagalog có nghĩa là liên hiệp, xuất phát từ từ gốc là tipon, tiếng Tagalog nghĩa là tập hợp. Tên chính thức của Katipunan là Kataas-taasan, Kagalang -galangang Katipunan ng anak ng Bayan, có nghĩa là Liên hiệp những người con yêu quý của nhân dân, tiếng Tây Ban Nha: Suprema y Venerable Asociación de los Hijos del Pueblo. Katipunan viết tắt một lần nữa thành: KKK (không nên nhầm lẫn với đảng cực đoan Ku Klux Klan).
Là một tổ chức chính trị bí mật, những thành viên của Katipunan phải tuyệt đối giữ bí mật về sự tồn tại của tổ chức và bắt buộc phải tuân thủ những điều lệ. Những người muốn tham gia phải thực hiện những nghi thức kết nạp tiêu chuẩn Ban đầu, Katipunan chỉ kết nạp nam giới Philippines, sau này cho phép phụ nữ được kết nạp. Katipunan có cơ quan ngôn luận của riêng mình, báo Kalaayan (Tự do), xuất bản lần đầu tiên cũng như in lần cuối vào tháng 3 năm 1896. Lý tưởng cách mạng và những hoạt động cách mạng phát triển mạnh mẽ trong tổ chức, và văn học Philippines cũng đã được mở rộng, phát triển bởi những thành viên nổi bật. Trong tiến trình thực hiện cách mạng, Bonifacio đã bí mật liên lạc với nhà hoạt động dân chủ José Rizal, đề nghị Rizal giúp ông làm cách mạng. Đổi lại, Katipunan sẽ cứu Rizal ra khỏi trại giam, nhưng Rizal từ chối. Vào tháng 5 năm 1896, một phái đoàn Katipunan được phái đến Nhật Bản, yêu cầu Thiên hoàng Minh Trị viện trợ cho họ về tài chính và quân sự để khởi nghĩa. Sự tồn tại của Katipunan đã được tiết lộ cho Chính quyền Thực dân Tây Ban Nha bởi một thành viên tên là Teodoro Patiño. Ông này đã tiết lộ các hoạt động bất hợp pháp của Katipunan cho em gái mình và cho một bà xơ ở Trại trẻ mồ côi Mandaluyong. Bảy ngày sau khi chính quyền Thực dân Tây Ban Nha biết được sự tồn tại của Katipunan, vào ngày 26 tháng 12 năm 1896, Bonifacio và các thành viên của ông đã phát động khởi nghĩa, mở đầu cuộc Cách mạng Philippines. Sau đó, Bonifacio bị sát hại, Katipunan tan rã.

## Sự hình thành

### Lịch sử

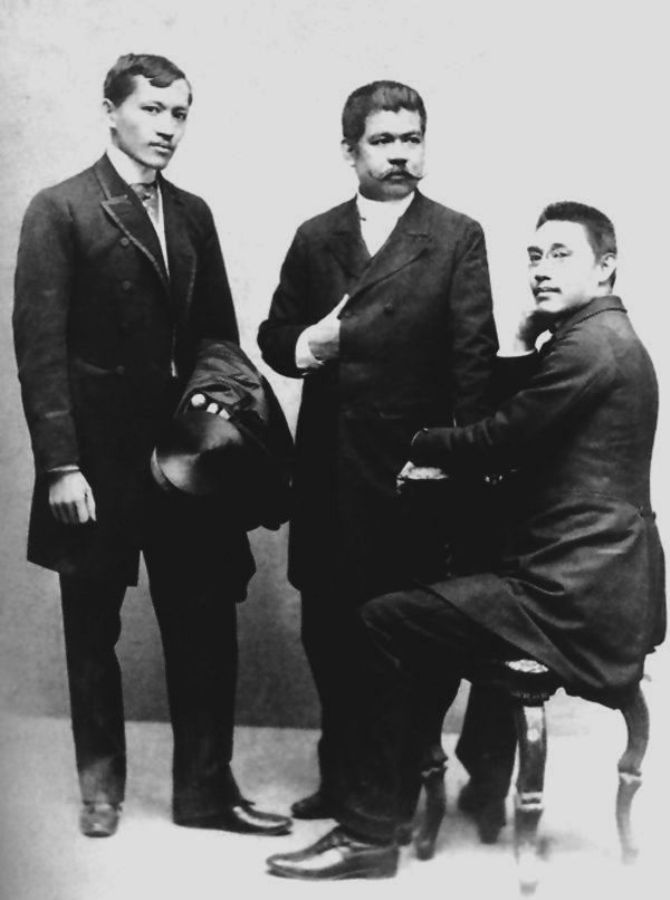
Một bức ảnh cuối thế kỷ 19 về những nhà lãnh đạo Phong trào tuyên truyền: José Rizal, Marcelo H. del Pilar và Mariano Ponce. Ảnh chụp ở Tây Ban Nha năm 1890.

Katipunan và Cuerpo de Compromisarios là hai tổ chức tách ra khỏi La Liga Filipina (Liên minh Philippines), được thành lập bởi José Rizal năm 1892. Tổ chức này là một phần của Phong trào tuyên truyền ở Philippines cuối thế kỷ 19. Những nhà sáng lập của Katipunan như Andrés Bonifacio, Ladislao Diwa, và Teodoro Plata đều là thành viên của Liên minh và ảnh hưởng bởi tư tưởng dân tộc ở Tây Ban Nha. Do bất đồng với phương pháp đấu tranh bất bạo động của José Rizal, ngày 7 tháng 7 năm 1892, một ngày sau khi Rizal bị trục xuất khỏi Philippines, Bonifacio và một số thành viên khác thành lập Katipunan, sau một thời gian thì cả hai tổ chức Katipunan và La Liga Filipina hợp nhất.
Hầu hết những người sáng lập của Katipunan đều là hội viên Hội Tam Điểm. Những nghi lễ kết nạp vào Katipunan cũng được bắt chước Hội Tam Điểm. Katipunan cũng có sự phân chia thứ bậc trong tổ chức, có cách để nhận ra thứ bậc của nhau, có bảng chữ cái riêng, ngôn ngữ riêng, tất cả đều lấy cảm hứng từ Hội Tam Điểm. Katipunan có một cuốn sách hướng dẫn cho người mới vào hội tên là Kartilya ng Katipunan.

### Thành lập Katipunan

Con dấu của Katipunan. Dòng chữ đọc là "Kataas-taasang Kagalang-galangang Katipunan ng mga Anak ng Bayan."

Các thành viên La Liga Filipina bị bắt bởi Thực dân Tây Ban Nha đã tiết lộ rằng trong nội bộ của La Liga đã có sự phân hóa. Họ khai với chính quyền thực dân rằng chủ trương của La Liga là đấu tranh bằng phương pháp ôn hòa, trong khi đó các cuộc khởi nghĩa vũ trang đã lần lượt xuất hiện.
Vào đêm 7 tháng 7 năm 1892, khi José Rizal bị trục xuất đến Dapitan ở Mindanao, Andrés Bonifacio, một thành viên của La Liga Filipina, đã thành lập Katipunan trong một ngôi nhà ở San Nicolas, Manila. Bonifacio đã thành lập Katipunan khi đường lối đấu tranh chống Thực dân Tây Ban Nha đã trở nên rõ ràng với người Philippines khi đường lối đấu tranh ôn hòa của La Liga không có hiệu quả và bị đàn áp. Trong tiến trình thành lập Katipunan, Bonifacio đã nhận được sự trợ giúp bởi hai người bạn của ông, Teodoro Plata (anh rể) và Ladislao Diwa, cùng với Valentín Díaz và Deodato Arellano. Katipunan, được thành lập như là một hội kín, với khẩu hiệu Kataas-taasang, Kagalang-galangang Katipunan ng mgá Anak ng Bayan (Liên hiệp những người con yêu quý của nhân dân).
Katipunan có 4 mục đích chính: 
- Mỗi thành viên Katipunan có trách nhiệm phát triển mạnh mẽ tổ chức
- Đoàn kết người Philippines vào một quốc gia vững chắc
- Giành độc lập cho Philippines bằng một cuộc khởi nghĩa vũ trang (hoặc cách mạng)
- Thành lập một nước cộng hòa sau khi giành được độc lập

Sự phát triển của Katipunan đã báo hiệu cho sự kết thúc của Phong trào Tuyên truyền, chứng minh rằng phương pháp đấu tranh ôn hòa của La Liga Filipina đã trở nên bất hiệu lực. Vì vậy, Bonifacio đã tiến hành đấu tranh giành độc lập bằng con đường bạo lực cách mạng.

## Chuẩn bị cho cách mạng

### Cố gắng tìm sự hỗ trợ của Rizal

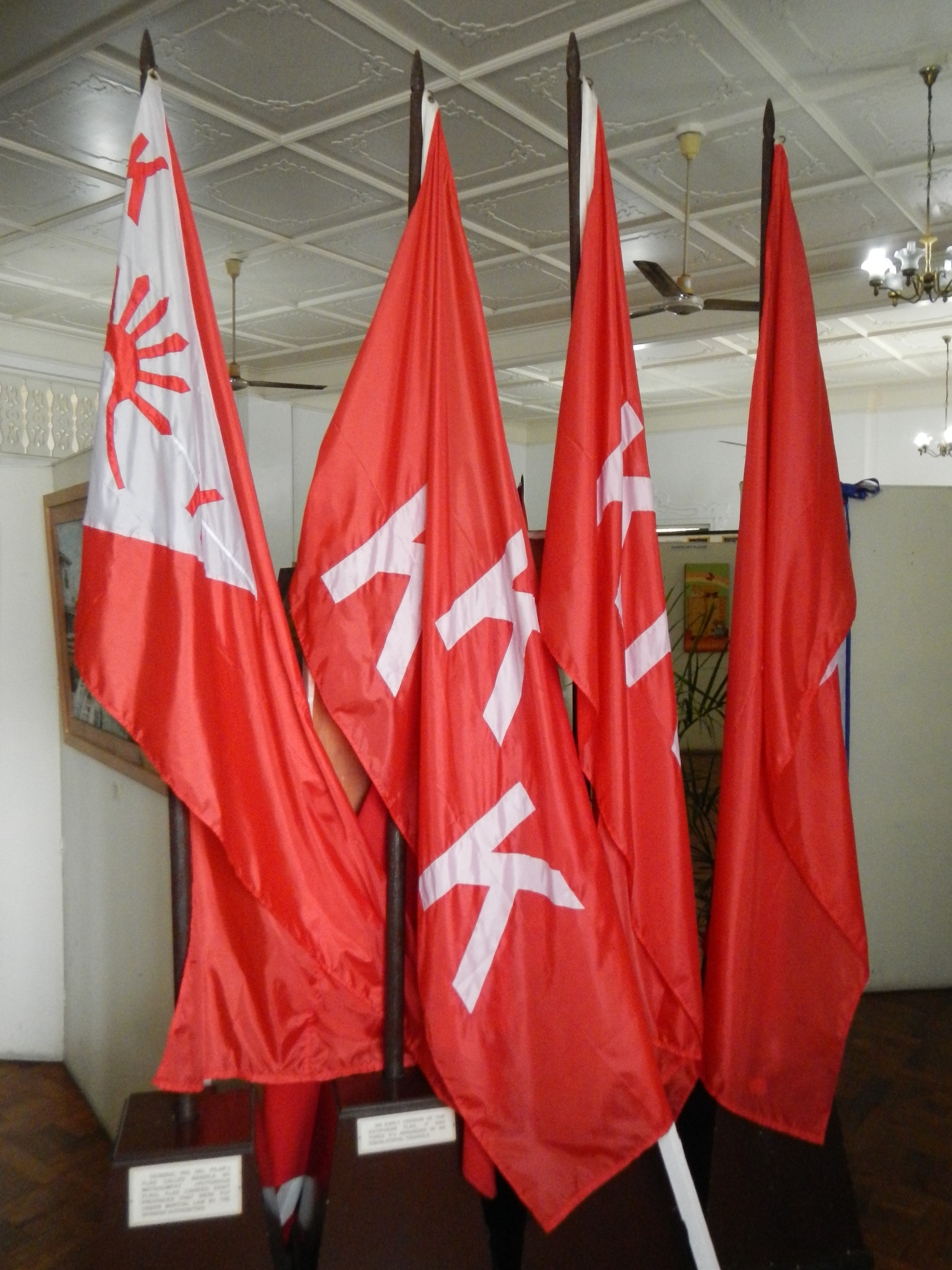
Những lá cờ của Katipunan (Bảo tàng Casa Real)

Vào đêm, khi Thống đốc người Tây Ban Nha Eulogio Despujol áp giải José Rizal đi lưu đày ở Dapitan, Katipunan được thành lập.
Trong một cuộc họp bí mật của Katipunan ở một con lạch nhỏ được gọi là Bitukang Manok gần Pasig ngày 4 tháng 5 năm 1896, Bonifacio và các thành viên của ông quyết định tham khảo ý kiến của Rizal về quyết định nổi dậy.:26–27 Bonifacio quyết định cử Tiến sĩ Pío Valenzuela bí mật đến Dapitan.:26–27 Điều này cần được thực hiện để thông báo kế hoạch của Katipunan cho Rizal để tiến hành một cuộc cách mạng và, nếu có thể, một cuộc chiến chống lại Tây Ban Nha. Ngày 21 tháng 5 năm 1896, Tiến sĩ Valenzuela dưới vỏ bọc là một bác sĩ nhãn khoa đã thăm và phỏng vấn Rizal tại Dapitan và được Rizal đón tiếp nồng hậu. Sau khi ăn tối, Valenzuela nói với Rizal lý do thực sự tại sao ông đến Dapitan và sự cần thiết để bảo đảm sự ủng hộ của Rizal. Rizal ngay lập tức trả lời: "Huwag, huwag! Iya'y makasasama sa bayang Filipino!" (Không, không, điều đó sẽ làm hại Philippines!). Rizal phản đối kế hoạch táo bạo của Bonifacio để đẩy nước này vào một cuộc chiến đấu đẫm máu. Ông tin rằng không nên tiến hành cách mạng quá sớm vì hai lý do:
1. Người dân chưa sẵn sàng cho một cuộc cách mạng có quy mô lớn
2. Vũ khí và tiền bạc phải được chuẩn bị trước khi tiến hành cách mạng

Sau khi nghe Rizal nói, Tiến sĩ Valenzuela đưa ra thỏa thuận thứ hai: Giải cứu Rizal ra khỏi nơi giam giữ. Nhưng Rizal lại khước từ, bởi vì ông đã hứa danh dự với Thực dân Tây Ban Nha sẽ không bỏ trốn và ông không muốn làm trái lời hứa đó. Thay vào đó, Rizal khuyên Valenzuela thuyết phục những nhà tư sản Philippines giàu có để họ có thể giúp đỡ Katipunan về vấn đề tài chính, trong đó ông đề nghị một viên sĩ quan quân đội tên là Antonio Luna trở thành thành viên của Katipunan, nếu cách mạng nổ ra. Trở về Manila, Tiến sĩ Valenzuela thông báo cho Katipunan về thất bại của mình trong việc thuyết phục Rizal. Bonifacio tức giận, cảnh báo Valenzuela không được nói với ai về việc Rizal từ chối ủng hộ cuộc nổi dậy sắp xảy ra. Tuy nhiên, Valenzuela đã lan truyền tin này, vì vậy mà nhiều đề xuất quỹ cho tổ chức đã bị hủy bỏ. Mặc dù bị Rizal từ chối hợp tác, Katipunan đã cố gắng giải quyết các vấn đề cung cấp vũ khí và đã từng bước nhập lậu vũ khí từ nước ngoài. Khi bị Thực dân Tây Ban Nha dò hỏi, Rizal phủ nhận rằng ông có hoạt động bí mật với Valenzuela, và chỉ nói rằng đây là lần đầu tiên ông gặp Valenzuela ở Dapitan và ông coi Valenzuela là một người bạn tốt vì Valenzuela đã cho ông thấy và đánh giá cao những công cụ y tế mà Valenzuela đã cho ông xem. Ông cũng nói rằng đây là lần cuối cùng họ gặp nhau.

### Cố gắng xin viện trợ từ Nhật Bản
Mặc dù Rizal từ chối tham gia cách mạng, Bonifacio vẫn tiếp tục lập kế hoạch cho một cuộc khởi nghĩa vũ trang chống lại Tây Ban Nha. Vào tháng 5 năm 1896, sau chuyến thăm Rizal của Valenzuela, phái đoàn các thành viên Katipunan do Emilio Jacinto và Bonifacio đứng đầu đã đến gặp một viên chức hải quân và thuyền trưởng của một con tàu Nhật Bản tên là Kongo. Jacinto yêu cầu họ gửi một bức thư do chính tay ông viết đến Thiên hoàng Minh Trị, trong đó nói rằng người Philippines xin Nhật Bản viện trợ cho cuộc khởi nghĩa của họ, "để ánh sáng tự do chiếu sáng Nhật Bản cũng có thể làm rạng rỡ Philippines." Đó là lý do chính đáng mà Katipunan yêu cầu viện trợ của Nhật Bản. Nhật Bản đã trở thành chỗ dựa của người dân Philippines kể từ khi Philippines thành thuộc địa của Tây Ban Nha. Nhiều người Philippines đã trốn chạy khỏi các cuộc bức hại của Tây Ban Nha đã được chào đón ở đó và được bảo vệ đầy đủ bởi luật pháp Nhật Bản. Bonifacio đã cố gắng mua vũ khí và đạn dược từ Nhật Bản, nhưng thất bại vì do thiếu vốn và việc José Dizon - một thành viên quan trọng của Katipunan đã bị bắt ba tháng sau đó vì nổi loạn.

## Bị chính quyền Thực dân Tây Ban Nha phát hiện
Trong khi Katipunan đang bận rộn chuẩn bị cho cách mạng, nhiều lời tố cáo về sự tồn tại của tổ chức này đã đến tai Chính quyền Thực dân Tây Ban Nha. Vào ngày 5 tháng 7 năm 1896, Manuél Sityar, một trung úy của quân đội Tây Ban Nha đóng tại Pasig, báo cáo với Thống Đốc Ramón Blanco y Erenas về các hoạt động bí ẩn của một số người Philippines, những người tập trung vũ trang và tuyển mộ người cho một số mục đích không rõ. Ngày 13 tháng 8 năm 1896, giám mục Agustín Fernández đã viết thư cho Thống đốc Dân quyền Manila Don Manuél Luengo, tố cáo các cuộc họp chống Tây Ban Nha trong giáo xứ của ông. Katipunan cuối cùng đã bị Thực dân Tây Ban Nha phát hiện sáu ngày sau khi bức thư của Fernández gửi đến Luengo. Vào đầu tháng 8 năm 1896, hai thành viên của Katipunan, cụ thể là Teodoro Patiño và Apolonio de la Cruz, đang làm việc cho một tờ báo nổi tiếng tên là Diario de Manila đã cãi nhau vì tiền lương của họ có sự chênh lệch. Apolonio de la Cruz và Teodoro Patiño tranh cãi nhau về việc người này hơn người kia 2 peso, và de la Cruz đã cố gắng để đổ lỗi cho Patiño về việc mất các vật tư in đã được sử dụng cho báo Kalayaan. Tức giận, Patiño đã tiết lộ những bí mật của Katipunan cho em gái mình là Honoria Patiño, một nữ tu sĩ đang làm việc tại Trại trẻ mồ côi Mandaluyong. Chiều hôm đó, vào ngày 19 tháng 8 năm 1896, Honoria đã kể hết những gì bà nghe được từ anh trai mình với một bà xơ tên là Teresa de Jesus. Teresa de Jesus đã khuyên Teodoro Patiño đến xưng tội với giám mục Mariano Gíl và kể với cha Gíl những gì ông biết về Katipunan. Teodoro Patiño đã tiết lộ với Mariano Gíl rằng ở trong phòng in của nhà xuất bản tờ báo Diario de Manila, có giấu một viên gạch in mà Katipunan thường dùng để in hóa đơn. Patiño cũng nói rằng ngoài viên đá in, còn có các tài liệu về thành viên (các thành viên Katipunan dùng máu để ký tên vào danh sách), cùng với bức ảnh của José Rizal và một vài con dao găm được làm cho các thành viên Katipunan. Giám mục Gíl cùng với các quan chức Tây Ban Nha địa phương, đã tìm đến văn phòng in của Diario de Manila và phát hiện ra bằng chứng buộc tội. Họ cũng tìm thấy con dao găm của Apolonio de la Cruz được sử dụng trong nghi thức kết nạp của Katipunan và danh sách một số các thành viên mới. Sau khi tìm thấy những thứ này, Giám mục Gíl đã vội vã đến văn phòng của Thống đốc Blanco để tố cáo âm mưu cách mạng của Katipunan. Thực dân Tây Ban Nha sau đó đã tổ chức một cuộc vây bắt hàng chục người vô tội và đày họ đến Fort Santiago.
Sự phản bội của Teodoro Patiño chính là nguyên nhân trực tiếp bùng nổ cuộc cách mạng năm 1896. Tuy nhiên, vào những năm 1920, Thư viện Quốc gia Philipines đã ủy thác một nhóm các cựu thành viên Katipunan để xác nhận sự thật của câu chuyện này. José Turiano Santiago, bạn thân của Bonifacio, người bị trục xuất vào năm 1895, đã phủ nhận sự tồn tại của câu chuyện này. Ông tuyên bố rằng chính Bonifacio đã ra lệnh cho Patiño tiết lộ sự tồn tại của Katipunan để thúc đẩy cách mạng và ngăn cản bất kỳ sự phản đối nào từ các thành viên.

## Cách mạng bùng nổ
Ngày 24 tháng 8, Bonifacio tuyên bố thành lập ra 1 chính phủ nổi dậy mang tên Đệ Nhất Cộng Hòa Tagalog và được các ủy viên và cán bộ trong Katipunan bầu cử trực tiếp làm Tổng thống Philippines. Khi các nhà lãnh đạo Katipunan biết về các vụ bắt giữ, Bonifacio đã triệu tập các thành viên để quyết định bắt đầu khởi nghĩa vũ trang. Cuộc họp được tổ chức tại nhà của Apolonio Samson tại một nơi gọi là Kangkong ở Balintawak. Khoảng 1.000 thành viên Katipunan đã tham dự cuộc họp nhưng do không thống nhất về ý kiến, cuộc họp đã không đạt được kết quả gì.
Họ gặp lại nhau ở Balintawak vào ngày hôm sau. Các nhà sử học vẫn đang tranh luận liệu sự kiện này đã diễn ra tại sân của Melchora Aquino hay tại nhà của con trai Juan Ramos. Cuộc họp diễn ra vào ngày 23 tháng 8 hoặc ngày 24 tháng 8.:35 Tại cuộc họp thứ hai này, các thành viên Katipunan tham dự đã quyết định bắt đầu khởi nghĩa vũ trang và họ đã xé những tờ cedulas (giấy chứng nhận cư trú và giấy tờ tùy thân) như một dấu hiệu cam kết của họ đối với cách mạng. Các thành viên Katipunan cũng đồng ý tấn công Manila vào ngày 29 tháng 8.
Nhưng Chính quyền Thực dân Tây Ban Nha đã phát hiện ra cuộc họp này và cách mạng bùng nổ với khởi đầu là Trận Pasong Tamo. Mặc dù ban đầu Katipunan có ưu thế hơn, các lính canh dân sự Tây Ban Nha đã xoay chuyển cục diện. Bonifacio và quân khởi nghĩa rút lui về phía Marikina qua Balara (nay là ở Thành phố Quezon). Sau đó họ tiến đến San Mateo (nay thuộc tỉnh Rizal) và chiếm thị trấn này. Tuy nhiên, người Thực dân Tây Ban Nha lại giành lại nó ba ngày sau đó. Sau khi tập hợp lại, các thành viên Katipunan quyết định sẽ không tấn công trực tiếp vào Manila mà sẽ chiếm kho thuốc súng và một đơn vị đồn trú của Tây Ban Nha tại San Juan.
Vào ngày 30 tháng 8, Katipunan tấn công 100 lính Tây Ban Nha để chiếm kho thuốc súng trong Trận San Juan del Monte hoặc Trận Pinaglabanan. Khoảng 153 thành viên Katipunan đã bị giết, Katipunan đã phải rút lui khi quân đội Tây Ban Nha đến. Hơn 200 người bị bắt. Đồng thời, các thành viên Katipunan ở các khu vực ngoại ô Manila, như Caloocan, San Pedro de Tunasan (nay là Thành phố Makati), Pateros và Taguig, đã nổi dậy khởi nghĩa. Buổi chiều cùng ngày, thống đốc người Tây Ban Nha Camilo de Polavieja tuyên bố tập trận ở Manila và các tỉnh Cavite, Laguna, Batangas, Bulacan, Pampanga, Tarlac và Nueva Ecija. Cách mạng Philippines đã chính thức bắt đầu.

## Phản ứng của Thực dân Tây Ban Nha
Ngay cả trước khi Katipunan bị phát hiện, José Rizal đã xin một chân bác sĩ trong quân đội Tây Ban Nha ở Cuba nhằm thuyết phục chính quyền Tây Ban Nha về sự trung thành của ông với Tây Ban Nha. Yêu cầu của ông được chấp thuận và ông được đến Manila để lên một chuyến tàu đến Tây Ban Nha. Trong khi Rizal đang trên đường đến Tây Ban Nha, thì một bức điện tín đã được gửi đến Port Said, nói rằng ở Philippines có một tổ chức đang lãnh đạo nhân dân nổi loạn. Ngay lập tức, Rizal đã bị nghi là kẻ chủ mưu của cuộc "nổi loạn". Ông bị áp giải về Philippines và bị hành quyểt bằng súng trường ngày 30 tháng 12 năm 1896 tại cánh đồng Bagumbayan (nay là quảng trường Rizal).
Trong khi Rizal đang bị một tòa án quân sự tuyên án vì tội phản bội, các tù nhân đã tham gia Chiến dịch Pinaglabanan - Sancho Valenzuela, Ramón Peralta, Modesto Sarmiento và Eugenio Silvestre - đã bị hành quyết vào ngày 6 tháng 9 năm 1896 tại Bagumbayan.
Các nhà chức trách Thực dân Tấy Ban Nha cũng đã truy tố những người có trong danh sách các thành viên Katipunan ở tòa soạn Diario de Manila, nơi họ tìm thấy bằng chứng buộc tội không chỉ những người dân thường mà còn có các nhà tư sản giàu có ở Philippines.
Những người tử đạo cũng đã bị hành hình vào ngày 4 tháng 1 năm 1897 tại Bagumbayan. Họ là Manuel Abella, Domingo Abella, linh mục Inocencio Herrera, Gabriel Prieto và Severino Díaz, Camio Jacob, Tomas Prieto, Florencio Lerma, Macario Valentin, Cornelio Mercado và Mariano Melgarejo.
Thực dân Tây Ban Nha bắt giữ và tịch thu tài sản của các doanh nhân nổi tiếng: Francisco Roxas, Telesforo Chuidian và Jacinto Limjap. Mặc dù có thể có bằng chứng cụ thể rằng Chuidian và Limjap đã tài trợ cho cách mạng nhưng không có bằng chứng chống lại Roxas ngoại trừ việc ông ta đã tham gia tài trợ Phong trào Tuyên truyền. Ngay cả Mariano Ponce, một nhà lãnh đạo khác của Phong trào Tuyên truyền, cho biết việc bắt giữ Roxas là "sai lầm chết người". Tuy nhiên, Francisco Roxas bị buộc tội phản bội và bị tử hình vào ngày 11 tháng 1 năm 1897 cũng tại Bagumbayan. 
Ngày 6 tháng 2 năm 1897, Apolonio de la Cruz, La Mã Basa, Teodoro Plata, Vicente Molina, Hermenegildo de los Reyes, Joes Trinidad, Pedro Nicodemus, Feliciano del Rosario, Gervasio Samson và Doroteo Domínguez cũng bị tử hình Bagumbayan.
Nhưng các vụ hành quyết, đặc biệt là vụ hành quyết Rizal, chỉ làm tăng thêm làn sóng bất bình trong dư luận, khiến các cuộc nổi dậy ngày càng gia tăng. Các thành viên Katipunan hô vang khẩu hiệu chiến đấu: Mabuhay ang Katagalugan! (Katagalugan muôn năm! - Katagalugan là thuật ngữ của Katipunan cho Philippines) và Mabuhay si Dr. José Rizal! (Tiến sĩ José Rizal muôn năm!). Đối với các thành viên Katipunan, José Rizal là Chủ tịch danh dự của Katipunan.

## Sự thất bại của Katipunan
Trong quá trình chiến đấu chống Thực dân Tây Ban Nha, nội bộ của Katipunan đã bị phân hóa ra thành hai phái: Phái Magdiwang (dưới quyền chỉ huy của tướng Mariano Álvarez) và phái Magdalo (dưới sự lãnh đạo của Tướng Baldomero Aguinaldo, anh em họ của Tướng Emilio Aguinaldo).
Tại một hội nghị ở Tejeros, Cavite, những nhà cách mạng hợp nhất thành một Chính phủ cách mạng. Tại đó, Bonifacio đã để mất chức Tổng thống của Chính quyền cách mạng vào tay Emilio Aguinaldo, người ở Pasong Santol, chiến đấu với các lực lượng Tây Ban Nha và là Bộ trưởng Nội vụ. Khi các thành viên của phái Magdalo cố gắng để làm mất uy tín của Bonifacio, nói ông là kẻ không có giáo dục và không phù hợp với vị trí của mình, Andrés Bonifacio, với tư cách là lãnh tụ của Katipunan đã dõng dạc tuyên bố rằng những điều trên sẽ không làm ông nhụt chí. Mặc dù vậy, ngày hôm sau, Aguinaldo tuyên thệ nhậm chức Tổng thống tại Santa Cruz de Malabon (Tanza ngày nay) ở Cavite. Andrés Bonifacio và em trai Procopio sau đó bị bắt vì những sự kiện bị cáo buộc tại Indang, theo lệnh của Hội đồng chiến tranh và được chấp thuận bởi Aguinaldo họ đã bị kết án ngày 10 tháng 5 năm 1897, cả hai anh em Bonifacio đã bị xử bắn trong khu rừng ở trên núi Buntis thuộc khu vực Maragondon, tỉnh Cavite, Philippines. Ông và em trai ông đã được chôn trong một ngôi mộ vô danh. Một số tài liệu khác cho rằng trên thực tế hai anh em Bonifacio phải đi đày ở nước ngoài.

## Katipunan giải tán
Ngày 25 tháng 10 năm 1897, Katipunan tuyên bố giải tán. Sau khi Mỹ chiến thắng trong Chiến tranh Mỹ - Philippines, chính phủ Mỹ đã tiến hành tiêu diệt bất cứ tàn dư nào còn sót lại của Katipunan.